# Бех, Михаэль Схендо фон дер
Михаэль Схендо фон дер Бех (лат. Michael Schend von der Bech) — медик XVIII века, главврач Петербургского сухопутного госпиталя, автор ряда научных трудов, коллекционер и нумизмат; доктор медицины. Известен также под псевдонимом Криптодемус (или Критодемус); в ряде источников упоминается как Фандербек. Личность фон дер Беха примечательна также тем, что, из-за разности написания его имени в различных источниках и по недосмотру редакторов, о нём были написаны две статьи-дубля в «ЭСБЕ» (Схендо, Михаил и Шенд-фон-дер-Бех, Михаэль) и три в «РБСП» (Бех, Михаил Схендо, Схендо-фон-дер-Бех, Михаил и Шенд-фон-дер-Бех, Михаил).

## Биография
О детстве и отрочестве Беха информации практически не сохранилось, да и прочие биографические сведения о нём очень скудны и отрывочны; известно, что по происхождению он был македонский грек, получил в Падуанском университете степень доктора философии и медицины.
В 1718 году Бех служил военным врачом Австрии во время австро-турецкой войны 1716—1718 гг., затем был врачом при римско-императорском посланнике, графе Вирмонти, в Константинополе, после чего был лейб-медиком валашского князя Маврокордато.
Михаэль Схендо фон дер Бех прибыл в Россию около 1723 года. До 1725 года он управлял Санкт-Петербургским генеральным сухопутным госпиталем (впоследствии 2-й военно-сухопутный, а позднее — Клинический) в качестве главного доктора (главврача), сменив на этом посту доктора Антония Севасто; при этом он ежедневно осматривал около пятисот больных.
В 1727 году Бех служил в городе Риге под командой генерала Ласси и по предписанию архиятера Блюментроста ездил в Кронштадт лечить тамошнего больного коменданта. Бех был энергичным тружеником на научном поприще, обладал обширным образованием и питал страсть к нумизматике и археологии вообще. В нумизматике он видел средство для объяснения важнейших событий древней истории.
Собранная им коллекция монет послужила причиной его несчастий. Герцог Эрнст Иоганн Бирон, проездом через Ригу, осматривал коллекцию Беха, удивлялся ей и просил Беха подарить её. Отказ разгневал Бирона, и Бех был сослан в Сибирь, где провел несколько лет, пока Сенат не узнал об его участи и, при перемене правления, не освободил его.
Конрад Шебек в предисловии к «Empirica illustris» говорит, что Бех составил «Lexicon Universale criticum», который был похищен у него князем Маврокордато.
Затем, как страстный почитатель Петра Великого, Бех составил обозрение состояния наук в России во время царствования Петра. «В оном» — говорит Рихтер — «изображены заслуги Петра Великого с пламенем и великим искусством, также как и многих других ученых мужей, особенно медиков, в России». Сочинение это в виде послания секретарю Трансильванского княжества Келезеру, который передал его «Обществу германских естествоиспытателей и врачей». Оно было озаглавлено «Praesens Russiae litterariae status in epistola adumbratus etc.» и напечатано в «Actis physico-medieis Acad. Natur. Curios.», vol. І (в 1727 году в «Актах Общества в Нюрнберге»). Русский перевод под названием «О состоянии просвещения в России в 1725 году» и именем «Михаил Шенд Фандербек» был опубликован в журнале «Сын отечества» в 1842 году.
Другое известное сочинение Беха, касающееся фармакологии, носит название: «Empirica illustris per septem euforista familiaria remedia etc.» было издано в 1723 году.